# Nina Donelli
Nina Vodušek (umetniško ime Nina Donelli), slovenska pevka, * 9. oktober 1997, Poljčane.
Poje izključno v hrvaščini.

## Življenjepis
V začetku je pod rojstnim imenom posnela pesmi Moj ati, Moja mami ter z Alfijem Nipičem Jaz pa štejem dneve le ...  
V začetku leta 2014 je v sodelovanju s srbskim skladateljem Dušanom Bačićem izdala svojo prvo skladbo z naslovom "Zašto cure boli glava" in po njej še več drugih. S skladbo "Primitivac Negativac" je leta 2016 nastopila na CMC Festivalu v Vodicah. Tudi leto kasneje je nastopila na CMC Festivalu v Vodicah s pesmijo "Ako ako". Med ostalimi deli je "Bogati tata" v duetu s srbskim reperjem Djomla KS. Leta 2017 je izdala tudi svoj prvi album Glazba, ljubav, život.

## Albumi
- Glazba, ljubav, život (2017)

## Pesmi
- 2014: Zašto cure boli glava
- 2015: Nina zovu me
- 2015: Još te voli mala
- 2016: Šalajdalaj
- 2016: Moje tijelo
- 2016: Zapalit ću klub
- 2016: Primitivac negativac
- 2017: Ako ako
- 2017: Propala veza
- 2017: Božić je tu
- 2017: Na moj rođendan
- 2017: Glumica
- 2017: Bogati tata (z Djomlo KS)
- 2018: Luda večer (z Milom Stavrosom)
- 2018: Dalmatino
- 2018: Ljubav nema kraj
- 2019: Jaka sam žena (z DJ Dadyjem)
- 2019: Genijalno (s Tarapano Bandom)
- 2019: Mili
- 2020: Ima da te nema
- 2020: Samo jedna je Dalmacija (z Mladenom Grdovićem)
- 2021: Žali nas more (z Giulianom)
- 2021: Zadnji put (s Klapo More)
- 2021: Havana
- 2021: Christmas Mashup
- 2022: Lude noći
- 2022: Ela ela
- 2023: Slobodna